# Adrien Guilmin
Charles Marie Adrien Guilmin, né le 1er mars 1812 à Brest et mort le 20 février 1884 à Paris, est un professeur de mathématiques français, également auteur de nombreux ouvrages d'enseignement.

## Biographie
Après des études à Brest et à l'École normale supérieure qu'il quitta en 1837 pour des raisons de santé, il s'installa à Paris, où il donna d'abord des leçons particulières de mathématiques. Il fut ensuite attaché comme professeur au lycée Bonaparte, qu'il quitta en 1853 pour diriger une institution libre. En 1861, il se défit de son établissement pour s'occuper uniquement de composer des ouvrages d'enseignement à l'usage des écoles primaires, des lycées et des collèges.
Il est inhumé au cimetière de Bourg-la-Reine.

## Publications
- Cours complet d'arithmétique, 1853 (34 éditions) ;
- Cours complet d'algèbre élémentaire ;
- Cours complet de géométrie élémentaire, 1854 (26 éditions) ;
- Cours de mathématiques appliquées ;
- Nouvelles leçons de cosmographie ;
- Traité théorique et pratique de l'assurance sur la vie, 1845 ;
- Répertoire agricole, 1869 ;
- Une dizaine de notes dans les Nouvelles annales de mathématiques d'Olry Terquem (1842 à 1851).

## Sources
- Dictionnaire de biographie française de M. Prévost, Roman d'Amat, H. Tribout de Morembert. Librairie Letouzey, Paris 1989.
- Grand dictionnaire universel du XIXe siècle par Pierre Larousse.